# Stenellipsis basicristata
Stenellipsis basicristata es una especie de escarabajo longicornio del género Stenellipsis, tribu Acanthocinini, subfamilia Lamiinae. Fue descrita científicamente por Breuning en 1948.

## Descripción
Mide 4-4,25 milímetros de longitud.

## Distribución
Se distribuye por Australia.